# Gaetano Macchiaroli
Gaetano Macchiaroli (Teggiano, 4 luglio 1920 – Napoli, 6 ottobre 2005) è stato un editore e antifascista italiano, animatore culturale della sinistra (politica) partenopea.

## Biografia
Originario di Teggiano, fondò nel 1945 la casa editrice Gaetano Macchiaroli editore.
Nel 1946, assieme a Giovanni Pugliese Carratelli fondò a Napoli la rivista di studi antichi La parola del passato (titolo ispirato a Così parlò Zarathustra del filosofo Nietzsche).
La sua attività di animatore culturale è trasfusa nell'opera di fondatore e editore di riviste come "Cronache Meridionali" e "Città Nuova", punti di riferimento della stampa napoletana di sinistra dagli anni '50 agli '80.
L'impegno nel campo degli studi classici è testimoniato dalla pubblicazione di molti libri di storia antica, archeologia, storia dell'arte, filologia e linguistica greca, oltre che dalla fondazione di riviste come La parola del passato (1946), con Giovanni Pugliese Carratelli, fin dall'inizio ininterrotto direttore e di "Cronache Ercolanesi", sotto la direzione di Marcello Gigante, focalizzata sugli studi, la pubblicazione e l'interpretazione dei papiri di Ercolano.
Ha ricevuto la Medaglia d'oro ai benemeriti culturali per la sua attività di filologo e editore. Fu nominato Cavaliere di Gran Croce al merito della Repubblica.

### La famiglia Macchiaroli
Un esponente di questa illustre famiglia, Cono Macchiaroli, dottore in legge, giunse a Diano (Teggiano) ai primi del Settecento con la carica di governatore baronale (il quale, com’era prescritto dallo Stato, doveva essere forestiero e uomo di legge). Ma, a fine mandato, egli preferì stabilirsi definitivamente a Diano con moglie e figli.
Nella seconda metà dell’Ottocento un suo discendente, il canonico teologo Stefano Macchiaroli, pubblicò nel 1868 un libro intitolato “Diano e l’omonima sua Valle”, che è da ritenersi un classico della storiografia meridionale.
Nei primi decenni del Novecento, un altro Stefano Macchiaroli (padre di Gaetano), proprietario terriero, avvocato, antifascista, politicamente aderente al liberalismo che gli aveva trasmesso Giovanni Amendola. Egli era vice sindaco di Teggiano quando fu costretto a dimettersi per i violenti attacchi degli esponenti della neonata sezione locale del partito fascista. Le minacce continuarono, tanto che Macchiaroli fu costretto a fuggire a Napoli, presso i suoi parenti. Ma dopo qualche mese coraggiosamente fece ritorno a Teggiano e si stabilì nella sua residenza, il Castello, dove riprese la sua professione di avvocato difendendo gratuitamente i contadini locali. Caduto il fascismo, questi contadini e un gruppo di vecchi liberali amendoliani formarono un corteo e, portando simbolicamente una poltrona da podestà, si recarono al Castello e invitarono il Macchiaroli ad uscire in piazza, dove lo fecero acclamare sindaco provvisorio di Teggiano.

### Gaetano Macchiaroli e i rapporti politici
Gaetano Macchiaroli, residente a Napoli, intraprendeva una febbrile attività politica nella stessa città, affiancando Palmiro Togliatti nella fondazione di una sezione locale del partito comunista. Ma negli anni seguenti egli unì al fervore politico una straordinaria animazione culturale, che sfociò dapprima nell’editoria con la pubblicazione della famosa rivista intitolata “La parola del passato”, diretta da Giovanni Pugliese Carratelli, e poi nella promozione ed organizzazione di grandi mostre, come, ad esempio, quella sui manoscritti di Giacomo Leopardi, che da Napoli passò a Madrid, a Berlino, a Chicago e a New York. Questo suo ruolo di “organizzatore di cultura”  fece di Macchiaroli un uomo aperto ai valori della civiltà europea.
Dagli anni Ottanta, Gaetano Macchiaroli si volse alla valorizzazione del centro storico di Teggiano, realizzando, con contributi statali, il restauro del suo Castello, che divenne subito (e lo è ancora) sede di convegni e Mostre di livello nazionale. Scrisse assieme ad Arturo Didier una sintesi della storia del Castello di Teggiano (castello normanno, sede della nobile famiglia Sanseverino), che Macchiaroli pubblicò nelle sue edizioni prestigiose.
L’animazione culturale lasciata in eredità da Gaetano ha avuto la sua prosecuzione con la figlia, Gisella Macchiaroli, la quale ha apportato notevoli ristrutturazioni al Castello, aggiungendo alla struttura anche una notevole potenzialità di accoglienza turistica.

### Morte
Morì il 6 ottobre 2005, all'età di 85 anni e fu sepolto nel cimitero di Teggiano.
L'allora sindaco di Napoli, Rosa Russo Iervolino, disse di lui:
(Rosa Russo Iervolino, il 7/10/2005 in La Repubblica)
Il Presidente della Repubblica, Giorgio Napolitano, apprendendo la notizia della morte, disse:
(Giorgio Napolitano)